# 川澄健
川澄 健（かわすみ けん、1956年 - ）は、日本の寿司職人。

## 経歴
- 1956年　神奈川県鎌倉市の海岸沿いに生まれる　中学生の頃従兄弟の寿司屋でアルバイトを始める。
- 1978年　藤沢市の寿司店に16年間勤める、その間に仕事も遊びも本気で向き合う。
- 1994年 　TVチャンピオン「全国寿司職人握り技選手権」に出場し、第3回優勝、第4回優勝。
- 1994年 　横浜市で「すし川澄」を12年間営むとともに、各地のカルチャーセンターなどで講師、飾り巻きを広める。
- 2005年　都内の寿司学校の専任講師に就任し、主に海外就職希望の寿司職人の育成を行い始める。
- 2007年　TVチャンピオン2「全国寿司職人選手権」にて三度目の優勝を果たした。
- 2009年　農林水産省、調味料メーカーなどの協力を経て海外の日本大使館などで寿司のデモンストレーションを行う。
- 2013年　築地に新しく開校した「日本すし学院」主席講師として寿司業界に就職したい若者の育成に携わる。
- 2014年　「川澄飾りずし協会」を立ち上げ、飾り寿司&飾り巻き寿司の講師の育成を始める。

## テレビ番組出演
- 1994  TVチャンピオン「第3回 全国寿司職人握り選手権」
- 1995  TVチャンピオン「第4回 全国寿司職人握り選手権」
- 2002  NHK「天才てれびくんワイド」ぐるぐるグルメ回転寿司 1年間レギュラー出演
- 2007  TVチャンピオン2「全国寿司職人選手権」
- 2010  テレビ東京「おはスタ645」
- 2011  日本テレビ「スクール革命!」
- 2013 日本テレビ「世界番付」
- 2013 フジテレビ「笑っていいとも」
- 2013  テレビ朝日「モーニングバード」
- 2013  テレビ東京「ミュージックジャパン」
- 2013  フジテレビ「笑っていいとも」
- 2014  日本テレビ「所さんの目がテン!」
- 2014  日本テレビ「世界一受けたい授業」

## 著書
- 「いちばんわかりやすい飾り巻きずしのつくりかた」2013年発行　主婦の友社
- 「飾りずしの技術」2014年発行　旭屋出版